# El Llopart
El Llopart és una obra del municipi de Sant Julià de Vilatorta (Osona) inclosa en l'Inventari del Patrimoni Arquitectònic de Catalunya.

## Descripció
Masia situada a l'espona de ponent del pla del "camp d'aviació". La façana principal i la d'una masoveria estan orientades a migdia, tancades per un clos per corts. A llevant de la lliça té dos portals d'accés a aquesta. L'altra masoveria té l'entrada per la part de ponent. El portal d'entrada a la casa principal presenta grans dovelles i un escut amb el nom de Joan Lleopart, datat el 1627. La masoveria annexa té una llinda datada el 1678 i un porxo de pilars de pedra a la part superior. A la part de llevant hi ha una gran era de lloses i un cobert i diferents edificis agrícoles. Les finestres i les portes de la masia són de factura moderna i no respecten la tipologia de l'edificació.

## Història
Antic mas que presenta la fisonomia de la reforma del segle xvii. Conserva un valuós arxiu. Durant la Guerra Civil s'habilità el pla com a camp d'aviació i la masia es convertí en seu dels seu oficials de la República.